# Zuani
Zuani település Franciaországban, Haute-Corse megyében. Lakosainak száma 37 fő (2022. január 1.). Zuani Pianello, Ampriani, Piedicorte-di-Gaggio, Pietraserena, Sant’Andréa-di-Bozio és Zalana községekkel határos.

## Népesség
A település népessége az elmúlt években az alábbi módon változott:
| Lakosok száma | 95   | 100  | 40   | 51   | 29   | 28   | 30   | 34   | 36   | 37   |
|               | 1968 | 1982 | 1990 | 2006 | 2013 | 2015 | 2017 | 2019 | 2020 | 2022 |